# Красносілківська сільська рада (Коростенський район)
Красносілківська сільська рада — колишня адміністративно-територіальна одиниця та орган місцевого самоврядування у Коростенському (Ушомирському) районі й Коростенській міській раді Коростенської і Волинської округ, Київської й Житомирської областей Української РСР з адміністративним центром у селі Красносілка.

## Населені пункти
Сільській раді на час ліквідації були підпорядковані населені пункти:
- с. Красносілка

## Населення
У 1926 році чисельність населення сільської ради становила 1 912 осіб.
Кількість населення ради, станом на 1931 рік, становила 588 осіб.

## Історія та адміністративний устрій
Створена 20 липня 1927 року, як польська національна сільська рада, в складі сіл Ковалівська Буда та Красносілка Ковалівської сільської ради Ушомирського (згодом — Коростенський) району Коростенської округи. 1 червня 1935 року, відповідно до постанови Президії ЦВК УСРР «Про порядок організації органів радянської влади в новоутворених округах», сільську раду включено до складу Коростенської міської ради Київської області. 28 лютого 1940 року, відповідно до указу Президії Верховної ради Української РСР «Про утворення Коростенського сільського району Житомирської області», сільську раду передано до складу відновленого Коростенського району Житомирської області. Станом на 1 жовтня 1941 року с. Буда-Ковалівська не перебуває на обліку населених пунктів.
Станом на 1 вересня 1946 року сільська рада входила до складу Коростенського району Житомирської області, на обліку в раді перебувало с. Красносілка.
Ліквідована 11 серпня 1954 року, відповідно до указу Президії Верховної ради Української РСР «Про укрупнення сільських рад по Житомирській області», територію та с. Красносілка приєднано до складу Ковалівської сільської ради Коростенського району Житомирської області.